# Amt Linz (Nassau)
Das nassauische Amt Linz war eine Verwaltungseinheit, die von 1803 bis 1806 im Gebiet des Fürstentums Nassau-Usingen und von 1806 bis 1815 im Herzogtum Nassau bestand. Der Verwaltungssitz war in Linz am Rhein, es war zunächst der Regierung zu Wiesbaden und ab 1809 dem Regierungsbezirk Ehrenbreitstein unterstellt. Das Amt umfasste die vier Kirchspiele Erpel, Linz, Oberlahr und Unkel.

## Geschichte
Das Gebiet des nassauischen Amtes Linz war bis zum Beginn des 19. Jahrhunderts Teil des Kurfürstentums Köln und gehörte zum kurkölnischen Oberamt Linz. Nach dem Frieden von Lunéville (1801) und dem Reichsdeputationshauptschluss (1803) wurde das Gebiet dem Fürstentum Nassau-Usingen zugesprochen und das Amt Linz um die ursprünglich zum Amtsbezirk Altenwied gehörende Herrschaft Burglahr (Lahrer Herrlichkeit) erweitert.
Der Beitritt des Fürsten zu Nassau-Usingen zum Rheinbund (1806) hatte auf den Gebietsstand des Amtes Linz, nun zum Herzogtum Nassau gehörend, keine unmittelbaren Auswirkungen. Zum 1. November 1809 wurde das Amt im Rahmen einer Umorganisation der Verwaltung dem Regierungsbezirk Ehrenbreitstein zugewiesen. Aufgrund der Beschlüsse auf dem Wiener Kongress (1815) wurde das Gebiet an das Königreich Preußen abgetreten und das Amt Linz aufgelöst. Unter der preußischen Verwaltung wurde 1816 aus den Ortschaften der Kirchspiele Erpel und Unkel die Bürgermeisterei Unkel und aus den Ortschaften des Kirchspiels Linz die Bürgermeisterei Linz gebildet, das Kirchspiel Oberlahr wurde Teil der Bürgermeisterei Flammersfeld. Die Bürgermeistereien Linz und Unkel waren zunächst dem Kreis Linz, später dem Kreis Neuwied im Regierungsbezirk Koblenz zugeordnet und die Bürgermeisterei Flammersfeld dem Kreis Altenkirchen.

## Ortschaften
Gliederung des Amtes Linz (heutige Schreibweise der Ortsnamen):
| Kirchspiel | Ortschaften |
| ---------- | --- |
| Erpel      | Bruchhausen, Erpel, Heister, Kasbach (erpelerseits) |
| Linz       | Ariendorf (rechts des Baches), Dattenberg, Ginsterhahn, Hargarten, Heeg, Hesseln, Hilkerscheid, Krumscheid, Leubsdorf, Linz, Linzhausen, Niedererl, Noll, Notscheid, Kasbach (linzerseits), Ockenfels, Ohlenberg, Obererl, Ronig, Wallen |
| Oberlahr   | Burglahr, Heckerfeld, Lusthof, Oberlahr |
| Unkel      | Rheinbreitbach, Scheuren, Unkel |